# Apple Watch Series 6
L'Apple Watch Series 6 (pubblicizzato come:  WATCH Series 6) è uno smartwatch dell'omonima azienda californiana, successore diretto del Apple Watch Series 5. È stato annunciato il 15 settembre 2020 durante un evento speciale Apple insieme all'Apple Watch SE e ha iniziato la spedizione al pubblico il 18 settembre. Il suo principale miglioramento rispetto al suo predecessore è l'inclusione di un sensore per monitorare la saturazione di ossigeno nel sangue.

## Panoramica
L'Apple Watch Series 6 è dotato di un sensore di monitoraggio dell'ossigeno nel sangue in grado di rilevare i cambiamenti. 
Altre nuove funzionalità includono:
- un S6 SiP (basato su un processore dual-core derivato dal chip A13 Bionic nell'iPhone 11) che funziona fino al 20% più veloce dell'S5 SiP nell'Apple Watch Series 5
- un chip U1 e antenne UWB per comunicazioni a banda ultralarga (ciò consentirà più applicazioni di nuova generazione, ad esempio chiavi digitali per auto ad alta sicurezza o posizione di dispositivi di geolocalizzazione più precisa di quanto sia possibile utilizzando la tecnologia Bluetooth)
- un display sempre attivo 2,5 volte più luminoso
- un altimetro sempre attivo
- ricarica più veloce che si completa in meno di 1,5 ore
- durata della batteria migliorata per monitorare alcuni tipi di allenamento come la corsa indoor e outdoor
- supporto per 802.11b/g/n (Wi-Fi) 2,4 GHz e 5 GHz (le versioni precedenti di Apple Watch, così come l'Apple Watch SE, possono connettersi solo a reti Wi-Fi a 2,4 GHz)

Alcune funzionalità sono state ulteriormente migliorate, comprese le funzionalità ECG e cardiofrequenzimetro, grazie a sensori aggiuntivi e chipset migliorati presenti nella serie 6. 
Sono disponibili nuove opzioni di colore rosso e blu navy. L'Apple Watch Series 6 è disponibile anche nei modelli Hermès, Nike+ ed Edition.
Force Touch è stato rimosso dall'Apple Watch serie 6.

## Impatto ambientale
Secondo il rapporto Apple, l'Apple Watch Series 6 emette 36 kg di CO2 nel corso del suo funzionamento, il 78% dei quali durante la produzione.

## Software
Apple Watch Series 6 viene presentato con watchOS 7.